# Guglielmo Segato
Guglielmo Segato (* 22. März 1906 in Padua; † 19. Juli 1979 in Motta di Livenza) war ein italienischer Radrennfahrer.
1932 wurde Guglielmo Segato  bei den Olympischen Sommerspielen in Los Angeles Zweiter des olympischen Straßenrennens hinter Attilio Pavesi, was zugleich den Olympiasieg in der Mannschaftswertung bedeutete. 1931 hatte er beim Giro del Veneto den zweiten Platz belegt, 1933 wurde er Dritter beim Giro del Lazio und bei seinem einzigen Start beim Giro d’Italia wurde er 33. Kurz darauf beendete er seine Radsport-Karriere und eröffnete eine Druckerei in Piove di Sacco.